# Yutaka Takahashi
Yutaka Takahashi (jap. 高橋 泰, Takahashi Yutaka; * 29. September 1980 in der Präfektur Tokio) ist ein ehemaliger japanischer Fußballspieler.

## Karriere
Takahashi erlernte das Fußballspielen in der Schulmannschaft der Teikyo High School. Seinen ersten Vertrag unterschrieb er 1999 bei den Sanfrecce Hiroshima. Der Verein spielte in der höchsten Liga des Landes, der J1 League. 1999 erreichte er das Finale des Kaiserpokal. Am Ende der Saison 2002 stieg der Verein in die J2 League ab. Für den Verein absolvierte er 96 Spiele. 2004 wechselte er zum Ligakonkurrenten Omiya Ardija. 2004 wurde er mit dem Verein Vizemeister der J2 League. Für den Verein absolvierte er 20 Spiele. 2005 wechselte er zum Erstligisten JEF United Chiba. 2005 gewann er mit dem Verein den J.League Cup. 2006 wechselte er zum Drittligisten Rosso Kumamoto (heute: Roasso Kumamoto). 2007 wurde er mit dem Verein Vizemeister der Japan Football League und stieg in die J2 League auf. Für den Verein absolvierte er 110 Spiele. 2009 wechselte er zum Ligakonkurrenten Avispa Fukuoka. Am Ende der Saison 2010 stieg der Verein in die J1 League auf. Am Ende der Saison 2011 stieg der Verein wieder in die J2 League ab. Für den Verein absolvierte er 118 Spiele. 2013 wechselte er zum Ligakonkurrenten Ehime FC. Im Juli 2013 wechselte er zum Drittligisten Kamatamare Sanuki. 2013 wurde er mit dem Verein Vizemeister der Japan Football League und stieg in die J2 League auf. Für den Verein absolvierte er 49 Spiele. Ende 2015 beendete er seine Karriere als Fußballspieler.

## Erfolge
Sanfrecce Hiroshima
- Kaiserpokal

Finalist: 1999
JEF United Chiba
- J.League Cup

Sieger: 2005